# آنا ماوريتسيو
آنا ماوريتسيو هي عالمة حشرات وعالمة نبات سويسرية، ولدت في 26 نوفمبر 1900 في مقاطعة زيورخ في سويسرا، وتوفيت في 24 يوليو 1993 في Liebefeld ‏ في سويسرا.